# Аль Шамі Фарес Недаль
Аль Шамі Фарес Неда́ль (1993—2022) — старший лейтенант Збройних сил України. Учасник російсько-української війни, що відзначився під час російського вторгнення в Україну в 2022 році. Герой України, відзначений орденом «Золота Зірка» (посмертно, 2023).

## Життєпис
Народився 5 квітня 1993 року в Йорданії. Коли йому виповнилось шістнадцять, разом з батьками переїхав в Україну, на постійне місце проживання у Рівне. Успішно склавши вступні іспити, навчався у Національному університеті водного господарства та природокористування на бакалавра з гідротехніки.
Однак невдовзі кардинально змінив свої плани на майбутнє та підписав контракт зі Збройними Силами України. З 2014-го воював у зоні АТО на сході країни, неодноразово заохочений командуванням за фахове виконання бойових завдань. На фронті вирішив стати офіцером. Для здобуття військового фаху він обрав навчання у Національній академії сухопутних військ імені гетьмана Петра Сагайдачного. Того ж року одружився з коханою Надією.
Після випуску з вишу Фареса скерували для проходження служби командиром взводу в батальйон позначення дій противника (OPFOR) Міжнародного центру миротворчості та безпеки. Неодноразово брав участь у численних міжнародних навчаннях та тренуваннях, які проходили на базі Центру. У серпні 2020-го очолюваний ним взвод разом зі штатним озброєнням та військовою технікою виконував навчальні завдання у складі американського батальйону під час багатонаціонального навчання «Combined Resolve XIV» на полігонах «Хохенфельс» та «Графенвер» навчального центру Командування підготовки 7-ї Армії США, яка дислокується на території Федеративної Республіки Німеччина. Умілі дії українців високо оцінило керівництво навчання.
З 2021 року — командир механізованої роти позначення дій противника 214-го окремого спеціального батальйону МЦМБ.
Після повномасштабного вторгнення російського агресора офіцер відбув на схід України. 12 травня 2022 року, близько дев'ятої вечора, командир механізованої роти Аль Шамі Фарес Недаль потрапив під обстріл противника в районі населеного пункту Рубіжне, що на Харківщині. Ворожа куля уразила офіцера на полі бою. Унаслідок поранення Фарес загинув.
Похований у селі Олександрія Рівненської області. В офіцера залишилися батьки, брат, дружина та донечка.

## Нагороди
- звання Герой України з удостоєнням ордена «Золота Зірка» (29 вересня 2023, посмертно) — за особисту мужність і героїзм, виявлені у захисті державного суверенітету та територіальної цілісності України, самовіддане служіння Українському народові[6]